# 阿尔戈德雷
阿尔戈德雷（西班牙語：Algodre）是西班牙卡斯蒂利亚-莱昂萨莫拉省的一个市镇。 总面积18平方公里，总人口180人（2001年），人口密度10人/平方公里。